# Медведев, Николай Сергеевич
Николай Сергеевич Медведев (14 (27) марта 1915, Москва, Российская империя — 7 октября 1976, Москва, СССР) — советский спортсмен-универсал (хоккей с мячом, хоккей с шайбой, футбол), заслуженный мастер спорта СССР (1948 — хоккей с мячом).

## Карьера
В 1932 году начал выступления за вторую команду «Трудкоммуны» (далее — «Динамо»), представляющую подмосковный посёлок Болшево. В составе «Динамо» в 1936 году стал вторым призёром первого чемпионата СССР. В 1935 году побеждал в междуведомственном первенстве СССР в составе ДСО «Динамо».
В 1937 году получил приглашение в московское «Динамо», в составе которого дважды становится чемпионом СССР (1951, 1952), на протяжении многих лет был ведущим игроком клуба. Выступал за команду с 1937 по 1947, с 1950 по 1954 год.
Стал одним из первых заслуженных мастеров спорта СССР по хоккею с мячом (1948).
После войны был одним из пионеров канадского хоккея, выступая за московское «Динамо» с 1946 по 1950 год, побеждая в первом чемпионате СССР. В чемпионатах СССР провёл 64 матча, 38 шайб. В 1948 году стал участником первых международных матчей в истории отечественного хоккея, в котором сборная Москвы встречалась с чехословацким клубом ЛТЦ.
Также играл в футбол на позиции крайнего защитника за динамовские команды Болшево (1936—1937), Москвы (1940—1943) и Минска (1944—1945). В чемпионатах СССР провёл 16 матчей: «Динамо» (Москва) — 1, «Динамо» (Минск) — 15.
В 1954—1969 годах тренировал футболистов и хоккеистов МГС (Московский городской совет) «Динамо», команду по хоккею с мячом Балашихинского машиностроительного завода им. 40-летия Октября (1967/68).
В первой половине сезона 1958 года возглавлял ульяновское «Динамо» (ныне — «Волга»).

## Достижения
хоккей с мячом
 Чемпион СССР (2): 1951, 1952 

 Серебряный призёр чемпионата СССР (2): 1936, 1954 

 Обладатель Кубка СССР (8): 1938, 1940, 1941, 1947, 1951, 1952, 1953, 1954 

 Победитель междуведомственного первенства СССР: 1935 

 Чемпион Москвы (6): 1938, 1939, 1945, 1951, 1952, 1953 

 Обладатель Кубка Москвы (6): 1941, 1944, 1947, 1951, 1952, 1953
- Символическая сборная «Динамо»: 1967

хоккей с шайбой
 Чемпион СССР: 1947 

 Серебряный призёр чемпионата СССР: 1950 

 Бронзовый призёр чемпионата СССР (2): 1948, 1949